# Rubellatoma
Rubellatoma é um gênero de gastrópodes pertencente a família Mangeliidae.

## Gêneros
- Rubellatoma diomedea Bartsch & Rehder, 1939[1]
- Rubellatoma rubella (Kurtz & Stimpson, 1851)[2]
- Rubellatoma rufocincta (E.A. Smith, 1882)

Espécies trazidas para a sinonímia
- Rubellatoma elata (Dall, 1889): synonym of Platycythara elata (Dall, 1889)